# Guadalcanaria inexpectata
El mielero de Guadalcanal (Guadalcanaria inexpectata) es una especie de ave paseriforme de la familia Meliphagidae endémica de la de Guadalcanal, en la islas Salomón. Es la única especie del género Guadalcanaria.